# Tamoul de Madras
Le tamoul de Madras, aussi appelé Madras bashai (tamoul : மெட்ராஸ் பாஷை ; « langue de Madras » ou « langage de Madras »), est un langage mixte parlé dans la ville de Madras en Inde. C'est un mélange informel de tamoul et d'anglais, avec des nombreux emprunts au télougou, au canarais, au malayalam, à l'hindi et à l'ourdou. Il émerge et se développe avec l'essor de Madras en tant que capitale de la Présidence du même nom, et ville majeure des Indes britanniques. 
Après que le Madras bashai fut devenu courant à Madras, il devint un objet de satire pour les premiers films de Kollywood (la production cinématographique de Madras) dans les années 1950, sous forme de jeux de mots. Les générations suivantes d'habitants de Madras se sont identifiés avec cette langue singulière, mélangeant dialecte et constructions anglaises pour en faire le parler d'aujourd'hui. Le tamoul de Madras est cependant critiqué voire combattu, de longue date, par les mouvements puristes tamouls qui prospèrent à la même période. Ce langage étant rapidement stigmatisé en raison de son association au prolétariat et aux quartiers populaires, bien que de fait largement répandu dans la société madrasienne.
Il fait depuis quelques décennies l'objet d'une mise en valeur en raison de son importance culturelle significative dans l'Histoire de la ville.